# Erica multiflora
El brezo de invierno, o bruguera  (Erica multiflora) es un arbusto de la familia de las ericáceas.

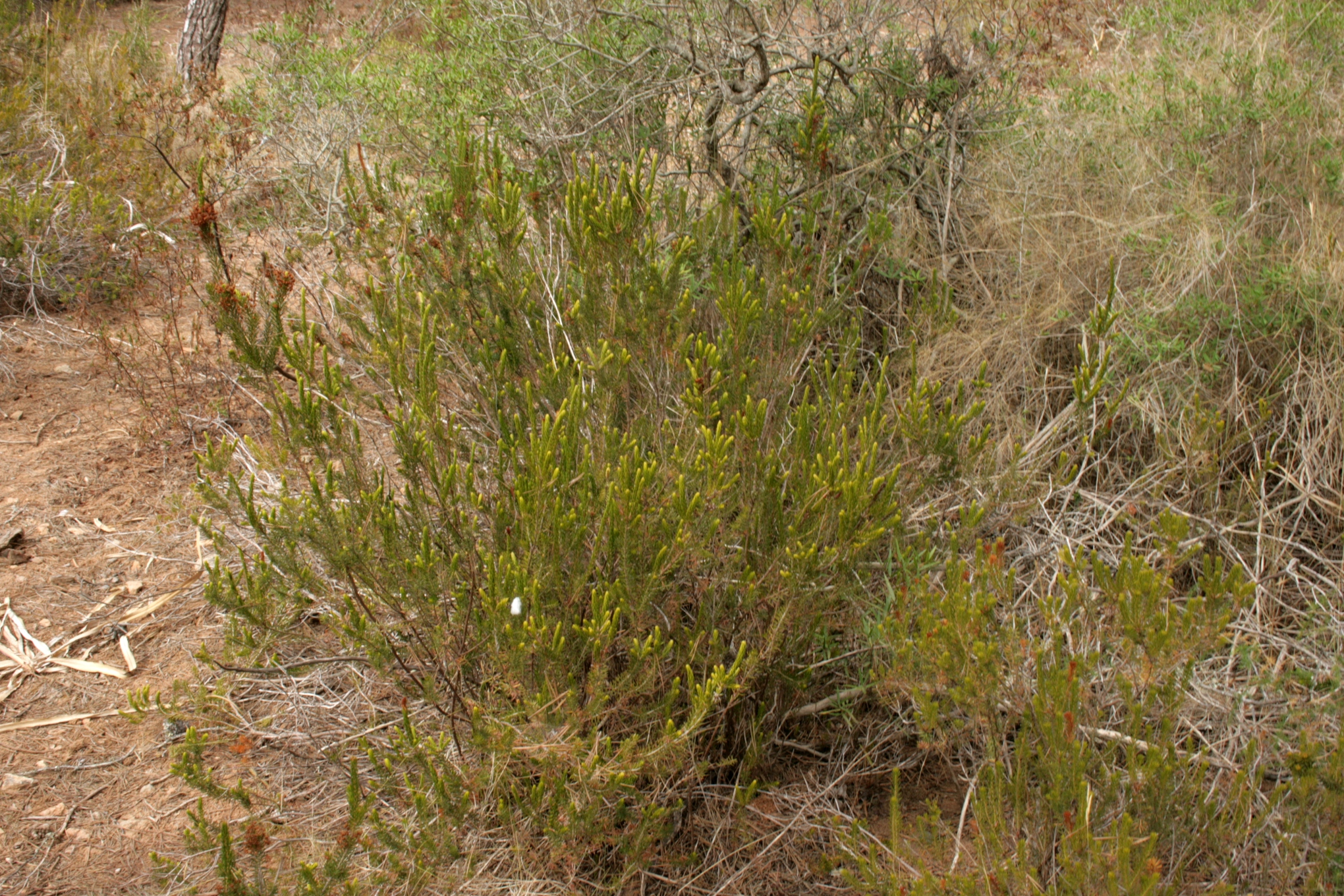
Hábitat

## Descripción
Arbusto perenne, muy ramificado, de hasta 2,5 m de altura. Ramas rectas, de jóvenes algo pubescentes. Hojas en verticilo en número de 4-5, aciculares, de 6-14 mm de largo, de color verde oscuro, con el margen muy enrollado, envés casi escondido. Inflorescencias grandes, con muchas flores, normalmente terminales y que no llegan a los 5 cm Pedúnculos glabros, largos, muy finos, rojizos, por debajo de la mitad con 3 folíolos. 4 sépalos glabros, de 1,5-2 mm de largo, lanceolados, rosas. Corola rosa brillante, blanca o púrpura de 4-5 mm de largo, estrechamante acampanada, con 4 lacinias rectas o curvadas hacia atrás. 8 estambres extrorsos, sobresaliendo ampliamente de la corola, anteras sin apéndices, de 1,5 mm de largo. Fruto seco, capsular, que se abre por 4 valvas y carece de pelos. Florece desde finales de verano, sobre todo en otoño, pero también en invierno y primavera.

## Hábitat
Matorrales siempre verdes, secos, y bosques claros, colinas rocosas, sobre suelos calcáreos. A veces en areniscas o dolomías. Requiere un clima cálido y suave, sin fuertes heladas, por lo que no suele penetrar mucho hacia el interior.

## Distribución
Mediterráneo occidental y central, en el este hasta Serbia. Se encuentra en todas las islas mayores de Baleares, y en la parte oriental de la península ibérica, principalmente en Cataluña, Bajo Aragón y Comunidad Valenciana. En el norte de África es el brezo más ampliamente distribuido por su mayor tolerancia a la sequía. Aparece aquí y allá desde el norte de Marruecos al norte de Túnez, con una población aislada en el noreste de Libia (Macizo de Akhdar).

## Taxonomía
Erica multiflora, fue descrita por Carlos Linneo y publicado en Species Plantarum 1 355. 1753.
Etimología
Erica: nombre genérico que deriva del griego antiguo ereíkē (eríkē); latínizado erice, -es f. y erica = "brezo" en general, tanto del género Erica L. como la Calluna vulgaris (L.) Hull, llamada brecina.
multiflora: epíteto latino que significa "con múltiples flores".
Sinonimia
- Erica dianthera Moench
- Erica peduncularis C.Presl
- Erica purpurascens Lam.
- Erica umbellifera Loisel.
- Erica vagans Desf.
- Ericoides multiflorum (L.) Kuntze
- Gypsocallis multiflora D.Don[8]

## Nombres vernáculos
- Castellano: berezo, brezo (6), bruch, bruguera (7), cepeyo, pedorrera, petorra, petorrera, xipell.[9] El número entre paréntesis indica el número de especies con el mismo nombre común.